# Prosument
Prosument (engelska: prosumer) är ett begrepp som är sammanslaget av orden professionell, eller producent, och konsument. Begreppet beskriver hur en aktör producerar för eget behov samtidigt som det som den producerar kan konsumeras av andra, inte på en köp- och säljmarknad men på en öppen informationsmarknad med en oändlig mängd länkar och möjligheter vilka skapas av aktörerna på informationsmarknaden. Begreppet myntades av Alvin Toffler i sin bok The Third Wave (i svensk översättning Tredje vågen) som kom ut 1980.. Bokens titel syftar till att den första vågen är jordbrukssamhället och den andra är industrisamhället. En prosument producerar för egen konsumtion men inte på samma sätt som en gång i det västerländska jordbrukssamhället. En prosument producerar heller inte för en marknad som i industrisamhället, under vilken begreppen producent och konsument mejslats fram och ställts i kontrast mot varandra. De så kallade prosumenterna brukar sägas vara en av den digitala konvergens- och deltagarkulturens viktiga delar.
Användare av begreppet menar att det sker en sorts återgång till att aktörerna på olika marknader producerar för sin egen konsumtion. Konsumenterna blir i allt högre grad involverade i produktionen och blir prosumenter. Till exempel skapar konsumenter sina egna semesterresor och förvaltar sin ekonomi med hjälp av internet. Kunskap produceras till exempel genom skriva artiklar i Wikipedia eller genom att skapa och delta i olika expertforum. Filmer produceras och läggs upp på Youtube där de också kan konsumeras. Egen energi kan produceras med solceller eller mindre vindkraftverk och överskottet kan fördelas för att återfås vid behov.

## Som marknadsföringsterm
Prosument används också som marknadsföringsterm för ett kundsegment, framför allt inom elektronikområdet.
I kundsegmentet återfinns entusiaster, som har större krav då de köper en viss produkt än den genomsnittlige konsumenten. Produkten faller ofta inom en hobby som personen i fråga är villig att investera rikligt med tid och pengar i, men som inte ingår i personens förvärvsarbete. Den efterfrågade utrustningen hamnar därför någonstans mellan vanliga konsumentprodukter och professionella produkter i funktionalitet, kvalitet och pris. Bland annat marknaderna för kameror och videokameror har väldefinierade segment för prosumenter. Dessa produkter kallas även semi-professionella.